# ابوایسو
ابوایسو (به لاتین: Aboisso) در ساحل عاج است که در Sud-Comoé واقع شده‌است.

## خصوصیات
ابوایسو ۴۰٬۴۰۰ نفر جمعیت دارد.